# Opel Speedster
Opel Speedster var en roadster bygget af Opel mellem efteråret 2000 og midten af 2005. Bilen var baseret på Lotus Elise, blev bygget på Lotus' fabrik i Hethel, Norfolk, Storbritannien og bar den interne betegnelse Lotus Type 116. Opels britiske søstermærke Vauxhall solgte Speedster under navnet Vauxhall VX 220.
Bilen blev præsenteret på Geneve Motor Show i marts 1999. Den første bil som forlod fabrikshallerne i Hethel, var en sølvfarvet Opel Speedster 2,2.
Oprindeligt var der planlagt en serieproduktion på 10.000 biler. Da efterspørgslen ikke levede op til forventningerne, blev produktionen indstillet den 29. juli 2005 efter 7.209 producerede eksemplarer.
Den sidste bil, en safirsort VX 220 havde stelnummer 7998, mens den sidste Speedster var en mandarinfarvet Turbo med stelnummer 7967. De 789 ubenyttede stelnumre skyldes, at der efter introduktionen af 2,0-liters turbomotoren næsten ikke blev solgt flere 2,2-liters sugemotorer.

## Speedster 2,2
Kendetegnene for den i marts 2001 introducerede Speedster var det spartanske kabineudstyr, den lave højde på kun 111,7 cm, accelerationen (0 til 100 km/t på 5,9 sekunder) og de sportslige køreegenskaber.
Opel Speedster havde intet reservehjul (heller intet nødhjul), men i stedet et dæktætningssæt til tætning af dækskader.
Bilen havde intet stoftag, da det ikke var totalt vandtæt. Mod merpris kunne bilen dog udstyres med hardtop af glasfiber-armeret plast.
Den baghjulstrukne bil med tværliggende centermotor (63% af vægten lå på bagakslen) og en vægt på 870 kg blev drevet af en 108 kW (147 hk) stærk firecylindret Ecotec-rækkemotor (Z22SE) med et slagvolume på 2.198 cm³ (2,2 liter), som også blev benyttet i Zafira A, Vectra B og C samt Astra G. Tophastigheden var 217 km/t, og det maksimale drejningsmoment 203 Nm.
Det ikke-selvbærerende karrosseri var fremstillet af glasfiber-armeret plast. Chassiset var fremstillet af aluminium, dog ikke forsvejset men derimod sammenskruet/nittet og sammenklæbet, hvilket gjorde bilen meget stiv. Undervognen var fuldstændig beklædt.
Personerne blev beskyttet af en styrtbøjle. Bilen havde førerairbag i Momo-rattet på 32 cm, men ingen passagerairbag. Det eneste elektroniske hjælpemiddel var ABS, bilen havde hverken antispinregulering eller servostyring. Gasspjældet var elektronisk styret, og gearkassen fungerede ved hjælp af et kabel. Det gennem en lille åbning tilgængelige bagagerum kunne rumme 206 liter.
For at gøre bilen, som på grænsen til overstyring hældede bagtil, lettere at køre var den fortil udstyret med 175-dæk på 5,5×17-fælge. Dette førte ved normal kørsel til understyring. Dermed kunne Speedster ved et hurtigt hastighedsskift blive svær at styre, da den hurtigt skiftede fra under- til overstyring. Derfor er mange Speedstere blevet eftermonteret med andre hjul.

## Speedster 2,0 Turbo
På Geneve Motor Show i marts 2003 blev Speedster introduceret en 2,0-liters turboudgave (Z20LET, 1998 cm³ slagvolume, boring og slaglængde begge 86 mm) med 147 kW (200 hk). Denne motor, som var den eneste Speedster fandtes med fra 2004 og resten af sin levetid, blev også benyttet i OPC-modellerne af Zafira A og Astra G samt i Astra G coupé og cabriolet. Bilens vægt steg på grund af motoren til 930 kg. Bilen kunne accelerere fra 0 til 100 km/t på 4,9 sekunder, det maksimale drejningsmoment var 250 Nm, kompressionsforholdet 8,8:1 og topfarten 243 km/t.
Turboudgaven var udstyret med en nyafstemt mere neutral undervogn, andre fælge, en vand/olie-varmeveksler, en frontgrill uden midterstribe og sidedele med luftindtag samt hækspoiler for at reducere opdriften. Derudover var der forskel på forlygterne, baglygterne (indvendigt sorte i stedet for sølvfarvede) og hardtoppen. På grund af centermotorens turbolader blev bagagerummet lidt mindre.
Kabinen blev derimod suppleret: I forbindelse med de mod merpris tilgængelige lædersæder var også gearskiftekonsollen og dørbeklædningerne i Speedster Turbo betrukket med læder. Kombiinstrumentet var i Speedster Turbo forsynet med gearskifteindikator, en LCD-tankmåler i stedet for den i Speedster 2,2 digitale samt et let modificeret design.

## Søstermodellerne VX 220/VX 220 Turbo/VXR 220 fra Vauxhall
I England blev Speedster solgt under navnet Vauxhall VX 220 (2,2) hhv VX 220 Turbo (Turbo) med næsten identisk udseende. De eneste synlige forskelle var logoerne og typebetegnelserne på bilerne. I starten havde bilen samme motorer som Opel Speedster, men i slutningen af 2003 fulgte den sportsligste serieversion, Vauxhall VXR 220 (162 kW/220 hk og 285 Nm) med en effektøget version af turbomotoren, Speedline-alufælge (16" foran, 17" bagpå), slickdæk fra Yokohama samt tilpasset ABS. VXR-modellerne var nummereret, og produktionen var begrænset til 65 eksemplarer (hvoraf nr. 00 blev fremstillet til Vauxhall-museet). 61 hhv. 62 eksemplarer var i farven "Calypsorød", og derudover var der én bil i "Moonlandgrå", "Brillantgul", "Chagallblå" og "Saphirsort".
I 2004 udstillede Daewoo en Speedster med deres emblem i lufthavnen i Seoul, men denne model gik ikke i masseproduktion.

## Tekniske data
|                                                | 2,2                   | 2,0 Turbo                 |
| Byggeperiode                                   | 3/2001−2/2004         | 2/2003−7/2005             |
| Motordata                                      |                       |                           |
| Motorkode                                      | Z22SE                 | Z20LET                    |
| Motortype                                      | R4-benzinmotor        | R4-benzinmotor            |
| Antal ventiler pr. cylinder                    | 4                     | 4                         |
| Ventilstyring                                  | DOHC, tandrem         | DOHC, tandrem             |
| Fødesystem                                     | Multipoint            | Multipoint                |
| Trykladning                                    | –                     | Turbolader, ladeluftkøler |
| Køling                                         | Vandkøling            | Vandkøling                |
| Boring × slaglængde                            | 86,0 × 94,6 mm        | 86,0 × 86,0 mm            |
| Slagvolume                                     | 2198 cm³              | 1998 cm³                  |
| Kompressionsforhold                            | 10,0:1                | 8,8:1                     |
| Maks. effekt ved omdr./min.                    | 108 kW (147 hk) /5800 | 147 kW (200 hk) /5500     |
| Maks. drejningsmoment ved omdr./min.           | 203 Nm /4000          | 250 Nm /1950              |
| Kraftoverførsel                                |                       |                           |
| Drivende hjul                                  | Baghjul               | Baghjul                   |
| Gearkasse                                      | 5-trins manuel        | 5-trins manuel            |
| Præstationer                                   |                       |                           |
| Topfart                                        | 217 km/t              | 243 km/t                  |
| Acceleration 0-100 km/t                        | 5,9 sek.              | 4,9 sek.                  |
| Brændstofforbrug pr. 100 km ved blandet kørsel | 8,5 liter Blyfri 95   | 8,5 liter Blyfri 95       |
| CO2-udslip ved blandet kørsel                  | 206 g/km              | 202 g/km                  |

## Specialmodeller/prototyper

### Opel Speedster "Scorpions"
Af Speedster Turbo blev der lavet en til 80 eksemplarer begrænset specialudgave "Scorpions", som var opkaldt efter bandet af samme navn fra Hannover. Denne version adskilte sig udelukkende optisk fra den normale Speedster (sortlakerede fælge, sorte i stedet for sølvfarvede ruderammer, "Speedster Scorpions"- i stedet for "Speedster Turbo"-skrifttræk bagpå og "Scorpions"-skrifttræk i stedet for det indgraverede firecifrede løbenummer på instrumentbrættet. Scorpions-modellen, som kun fandtes i sølvmetallic, blev udleveret med en Gibson Flying V E-guitar signeret af bandet, samt et næsten komplet udstyr: fodmåtter, fodstøtter, sort læderudstyr, hardtop, centrallåsesystem og cd-afspiller.

### Eco Speedster
Ud over serieversionen af Opel Speedster blev der på Paris Motor Show 2002 udstillet en prototype med 1,3-liters commonrail-dieselmotor, som udmærkede sig ved en topfart på 250 km/t og et gennemsnitsforbrug på 2,5 liter diesel pr. 100 km. Ved en 24-timers prøvetur i juli 2003 satte den såkaldte Eco Speedster 17 internationale rekorder. Dertil kom der 55 minutter før slut en dramatisk finale, da der kom problemer med motorstyringen og motoren ikke startede igen. Kørerteamet, som indtil da havde sat 16 af de 17 internationale rekorder, besluttede sig for at tage Eco Speedster med i den sidste runde, hvor de bevægede den over mållinjen ved hjælp af startmotoren.

## Beslægtede modeller

### Lotus Europa S
Motoren fra Speedster Turbo blev også benyttet af Lotus i den i 2006 introducerede Lotus Europa S. Flere yderligere dele var også hentet fra Speedster eller videreudviklet. Lotus Europa S var mindre radikalt koncepteret, og blev af Lotus markedsført som Gran Turismo.

### Opel GT
Fra et marketingmæssigt synspunkt gælder den i starten af 2007 introducerede Opel GT som efterfølger for Speedster. I modsætning til Speedster var GT dog udstyret med et konventionelt stålpladekarrosseri med frontmotor, og var med en egenvægt på 1406 kg betydeligt tungere end Speedster.